# كارليل جونز
كارليل جونز (بالإنجليزية: Carlyle Jones)‏ هو لاعب كرة قدم أسترالية أسترالي، ولد في 3 أبريل 1904، وتوفي في 2 فبراير 1951.

## وصلات خارجية
- كارليل جونز على موقع AustralianFootball.com (الإنجليزية)
- كارليل جونز على موقع AFLtables.com (الإنجليزية)